# Christina Rickardsson

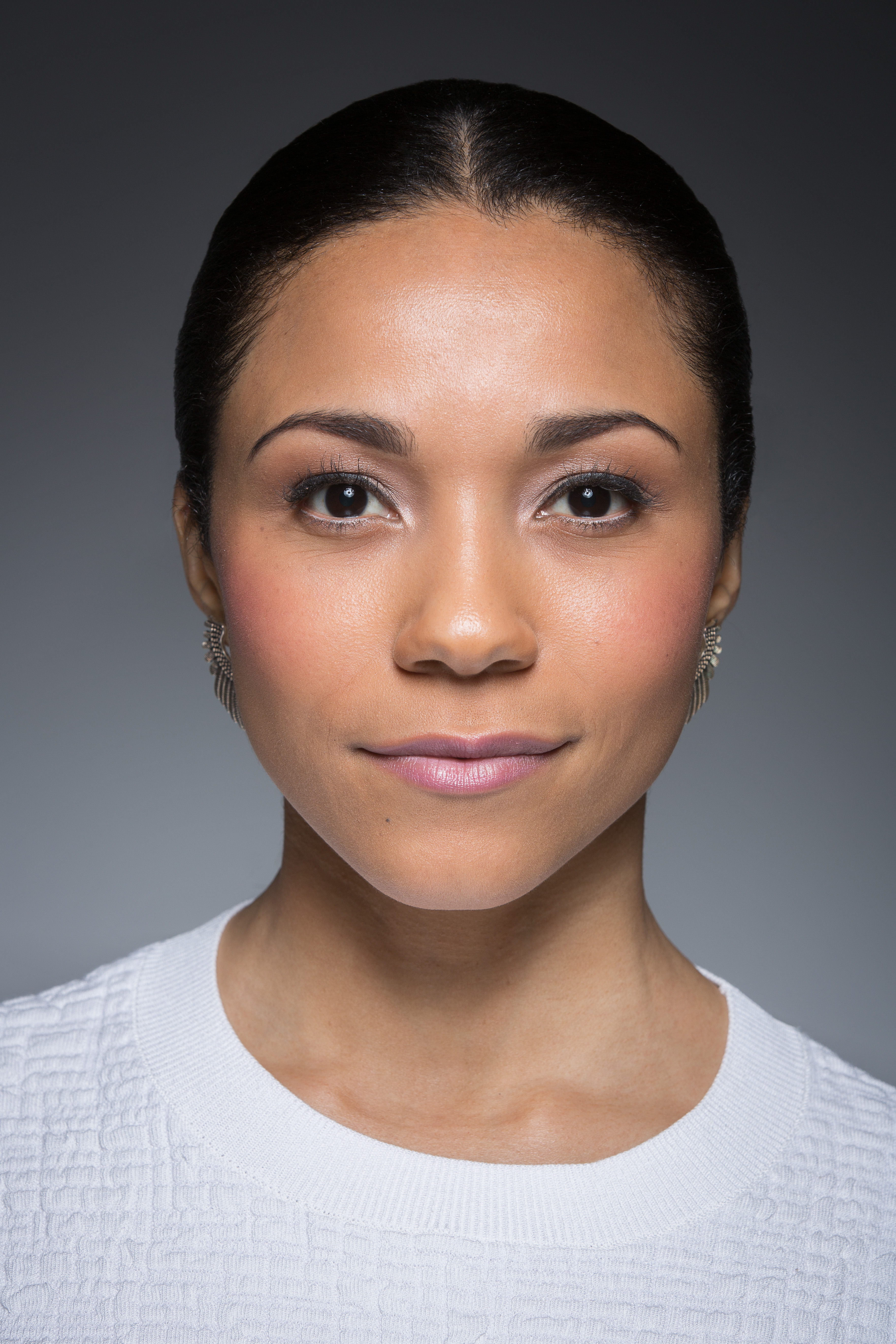
Christina Rickardsson 2016.

Christina Rickardsson, ursprungligen Christiana Mara Coelho, född 1983 i Brasilien, är en svensk författare och föreläsare.

## Biografi
Rickardsson växte upp med sin mor under mycket fattiga förhållanden i en grotta i Diamantina i Brasilien. De flyttade senare till en kåkstad i Sao Paulo där hon fick leva som gatubarn, tiggde och svalt och utsattes för fysisk och psykisk misshandel, och hamnade som sjuåring tillsammans med sin yngre bror på barnhem. Ett år senare blev de mot sin och sin mammas vilja bortadopterade och som åttaåring kom hon och hennes bror till Vindeln i Västerbotten. Hon växte upp i Vindeln och gick senare idrottsgymnasiet i Umeå och var 2002 med i juniorlandslaget som sprinter (800 m).
Hon har därefter etablerat sig som föreläsare, moderator och coach där hon vill öka förståelse för olikheter, fördomar och kulturkrockar, och skapa dialog, tolerans och öppenhet i samhället.
Rickardsson har blivit känd för boken Sluta aldrig gå: från gatan i Sāo Paulo till Vindeln i Norrland, som översatts till flera språk, bland annat engelska, portugisiska, koreanska, estniska, ungerska och litauiska. Boken beskriver hennes dramatiska uppväxt och kamp för överlevnad och gatubarnens utsatta situation i Brasilien.
Rickardsson var november 2019 programledare för Friidrottsgalan tillsammans med Stefan Holm.

## Priser och utmärkelser
- 2017 - Vinnare av utmärkelsen Årets talare - Genombrott[4]